# تشارلز وينديل ديفيد
تشارلز وينديل ديفيد (بالإنجليزية: Charles Wendell David)‏ هو أمين مكتبة أمريكي، ولد في 1885، وتوفي في 1984.